# Amegilla calva
Amegilla calva är en biart som först beskrevs av Rayment 1935.  Amegilla calva ingår i släktet Amegilla och familjen långtungebin. Inga underarter finns listade i Catalogue of Life.